# ザ・スイッチ (2016年の映画)
『ザ・スイッチ』（原題：The Swap）は、ディズニー・チャンネル・オリジナル・ムービーの映画。全米公開は2016年10月7日。日本のディズニーチャンネルでは2017年1月27日に、Dlifeでは2018年10月7日に初放送された。

## ストーリー
高校生のエリーとジャックは家族や学校、親友など様々な面で上手くいっておらず不満が多い。そんな中、彼らは携帯のメッセージで互いの人生を交換したいと送り合う。すると突然二人の体が本当に交換され、周りに気づかれないように振舞わなければいけない羽目になる。そこで二人は周りの様々な問題を図らずとも解決していくのであった。